# سوزان بالو
سوزان بالو (انگلیسی: Suzanne Balogh؛ زادهٔ ۸ مهٔ ۱۹۷۳) تیرانداز زن اهل استرالیا بود.